# Nososticta baroalba
Nososticta baroalba là loài chuồn chuồn trong họ Platycnemididae. Loài này được Watson & Theischinger mô tả khoa học đầu tiên năm 1983.